# Arvéd
Arvéd es un drama psicológico de misterio y biografía checo de 2022 dirigido por Vojtěch Mašek. Se basa libremente en la vida de Jiří "Arvéd" Smíchovský. La película está inspirada en un tema fáustico, contando una historia de hasta dónde puede llegar una persona para lograr su objetivo. Los cineastas quieren que el personaje de Smíchovský se enfrente a dos regímenes totalitarios (el nazismo y el régimen comunista) en los que estuvo involucrado ya que colaboró con ambos.

## Sinopsis
La película trata sobre Jiří Arvéd Smíchovský. La historia de su vida y muerte todavía está rodeada de muchos secretos. Durante la guerra, como confidente nazi, salvó a Štěpán Plaček de un campo de concentración. Después de la guerra, sus roles se invierten y Plaček paga la deuda. Dispone que el tribunal no exija la muerte de Arvéd por colaborar con los nazis, sino que solo lo condene a cadena perpetua. Sin embargo, los servicios mutuos no terminan ahí. Como investigador de seguridad del estado, Plaček usa a Arvéd para condenar a personas inconvenientes. Lo recompensa por sus servicios con los beneficios de ser un prisionero destacado y, sobre todo, con la mayor droga de Arvéd: libros raros de ocultismo de bibliotecas confiscadas. Arvéd y Plaček están jugando una partida de ajedrez. El juego por el alma de Arvéd entra en el final.

## Reparto
- Michal Kern como Arvéd
- Saša Rašilov como Štěpán Plaček
- Martin Pechlát como Josef Šábe
- Jaroslav Plesl como Zenek
- Vojtěch Vodochodský como Vlastík
- Marián Labuda ml. como Franta
- Petr Čtvrtníček como Vilda
- Emanuel Fellmer como Bert Walden
- Ivana Uhlířová como Andulka
- Pavlina Štorková como Blanka
- Tomáš Kobr como František Kabelák
- Václav Rašilov como Félix de la Cámara
- Marek Dluhoš como Demonio

## Producción
La película recibió un apoyo de 11 millones de coronas checas del Fondo Estatal de Cine Checo. Es el debut cinematográfico del director Vojtěch Mašek. El rodaje comenzó en febrero de 2022. Gran parte del rodaje tuvo lugar en los estudios de Praga-Kbely.

## Lanzamiento
La película se estrenó en la Escuela de Cine Uherské Hradiště el 3 de agosto de 2022. Entró en los cines el 25 de agosto de 2022.

## Recepción
Arvéd recibió críticas mixtas a positivas. Posee el 62% en Kinobox.cz.